# Een moordenaar die met vogels praat
Een moordenaar die met vogels praat is een Belgische stripreeks die begonnen is in april 2005 met Jean-Claude Servais als schrijver en tekenaar.

## Albums
Alle albums zijn geschreven en getekend door Jean-Claude Servais en uitgegeven door Dupuis.
1. Een moordenaar die met vogels praat deel 1
2. Een moordenaar die met vogels praat deel 2